# Weston (Virginia Occidental)
Weston es una ciudad ubicada en el condado de Lewis en el estado estadounidense de Virginia Occidental. En el Censo de 2010 tenía una población de 4110 habitantes y una densidad poblacional de 793,44 personas por km².

## Geografía
Weston se encuentra ubicada en las coordenadas 39°2′20″N 80°27′44″O / 39.03889, -80.46222. Según la Oficina del Censo de los Estados Unidos, Weston tiene una superficie total de 5.18 km², de la cual 5.05 km² corresponden a tierra firme y (2.45%) 0.13 km² es agua.

## Demografía
Según el censo de 2010, había 4110 personas residiendo en Weston. La densidad de población era de 793,44 hab./km². De los 4110 habitantes, Weston estaba compuesto por el 96.96% blancos, el 0.78% eran afroamericanos, el 0.05% eran amerindios, el 0.68% eran asiáticos, el 0% eran isleños del Pacífico, el 0.05% eran de otras razas y el 1.48% pertenecían a dos o más razas. Del total de la población el 1.31% eran hispanos o latinos de cualquier raza.